# Slaget vid Nancy

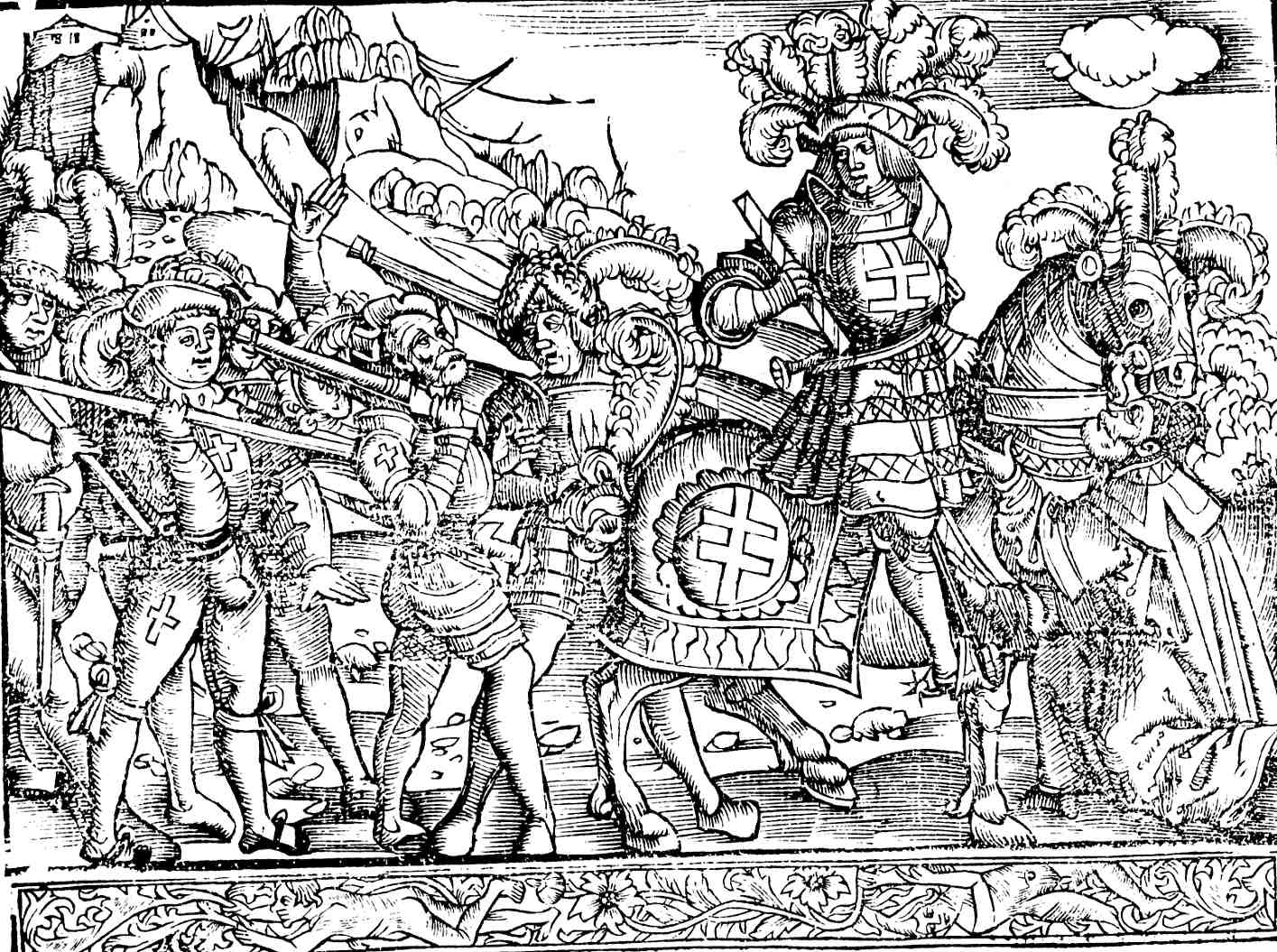
René II intar staden Nancy av Pierre de Blarru.

Slaget vid Nancy var det sista och avgörande slaget i de burgundiska krigen. Det stod utanför staden Nancy den 5 januari 1477 mellan Karl, hertig av Burgund och René II av Lothringen. Renés styrkor, förstärkta med schweiziska legosoldater, besegrade den burgundiske hertigen Karl, som dödades vid slaget. Slaget markerade slutet för det självständiga Burgund som upptogs som en del av Frankrike.